# Kanülenabwurfbox

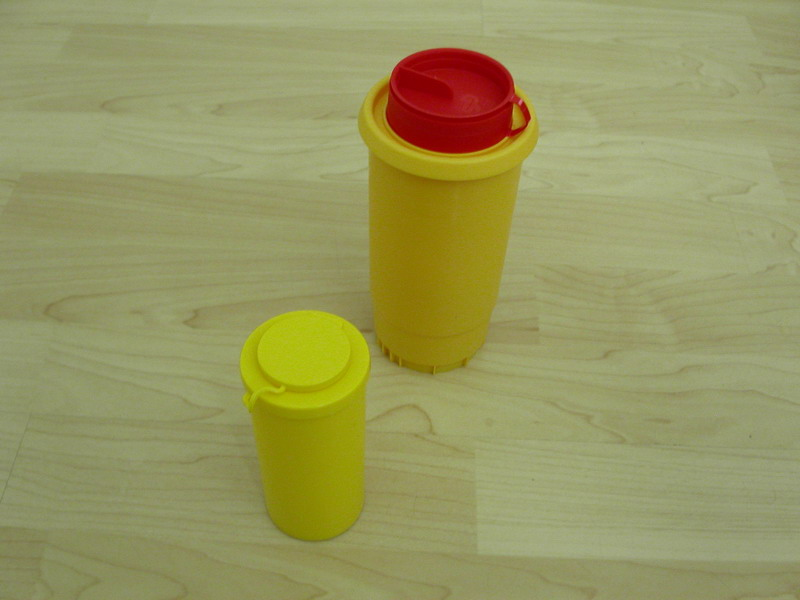
Zwei Abwurfboxen, 300 und 500 ml

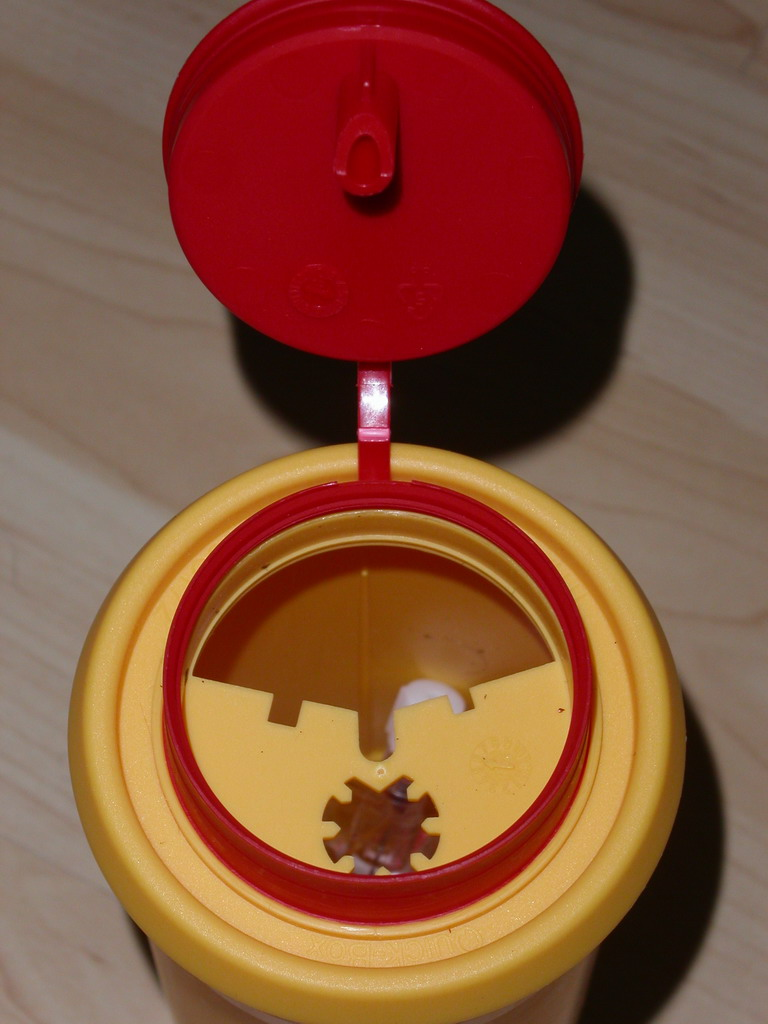
Abziehhilfe

In einer Kanülenabwurfbox, auch Abwurfbox, Entsorgungsbox, Yellow-Box, Kontamed-Box oder dem kleineren Kontamedchen werden medizinische Arbeitsmittel entsorgt, von denen eine Verletzungsgefahr ausgeht oder die mit Blut kontaminiert und somit potentiell infektiös sind, wie z. B. Kanülen oder Skalpelle werden auch als Sharps bezeichnet. Die Sammelbehälter bieten spezielle Abziehhilfen für Kanülen und sind durchstichsicher. Ebenso werden in chemischen Laboratorien mit Chemikalien kontaminierte Kanülen – nachdem etwaig reaktive Chemikalien an der Luft, Wasser oder Neutralisationsmedien abreagiert sind – in solchen Boxen sicher entsorgt.

## Aufbau
Eine Abwurfbox muss folgenden Kriterien genügen:
- Ausreichende Größe
- Durchstichsicher
- Flüssigkeitsdicht
- Ausreichende Öffnung zur Aufnahme der Kanülen
- Verschlusssystem, das so gestaltet ist, dass auch bei Umkippen nichts herausfällt
- Standsicherheit

Durch diesen Aufbau der Kanülenabwurfbox werden Kanülenstichverletzungen durch den Inhalt vermieden. Geprüfte Abwurfboxen tragen das TÜV- und GS-Siegel. Für die Sicherheit im Umgang mit den Behältnissen ist es wichtig, die vom Hersteller vorgeschriebene Füllhöhe nicht zu überschreiten. Ein Umfüllen von kleineren Abwurfboxen in größere ist nicht zulässig.
Nach Verwendung, sprich bei Erreichen des Maximalfüllstandes, werden die Behältnisse sicher verschlossen, so dass eine erneute Öffnung nicht ohne weiteres möglich ist und entsprechend den Richtlinien z. B. über die Abfallentsorgung von Krankenhäusern entsorgt. Die Mitteilung der Bund/Länder-Arbeitsgemeinschaft Abfall (LAGA) 18 schreibt die ausschließliche Verwendung stich- und bruchfester Einwegbehältnissen vor, die fest verschlossen, sicher vor unbefugtem Zugriff bereitgestellt, transportiert und entsorgt werden müssen. In solchen Spritzenboxen können die gebrauchten Sharps im Restmüll entsorgt werden. Ausnahmen gibt es aber bei scharfen und spitzen Gegenständen, die mit meldepflichtigen Krankheitserregern behaftet sind. Diese Abfälle müssen unter der Beachtung gesonderter Schutzmaßnahmen entsorgt werden.
Um medizinisches Personal vor der Freisetzung mit möglicherweise gefährlichen Mikroorganismen zu schützen, müssen bei der Entsorgung der Spritzen, Kanülen u. ä. die Richtlinien der Biostoffverordnung (BioStoffV) sowie die Technischen Regeln für biologische Arbeitsstoffe (TRBA) berücksichtigt werden. Die TRBA konkretisiert die Anforderungen der Biostoffverordnung. Für medizinische Einrichtungen ist vor allem die TRBA 250 relevant. Darin ist unter anderem der Abwurf der spitzen und scharfen Gegenstände (Sharps) festgelegt. Der in der TRBA 250 erwähnte Begriff „Durchstichsicher“ bzw. allgemein die Anforderungen an die Behälter wurde präzisiert in der DIN EN ISO 23907:2013-01 Titel (deutsch): Schutz vor Stich- und Schnittverletzung – Anforderungen und Prüfverfahren – Behälter für spitze und scharfe Abfälle (ISO 23907:2012); Deutsche Fassung EN ISO 23907:2012.

## Verwendung
Abwurfboxen finden in sämtlichen medizinischen Sparten Verwendung, sei es in Arztpraxen, Krankenhäusern oder im Rettungsdienst. Entsprechend den vielfältigen Einsatzmöglichkeiten gibt es die Boxen in unterschiedlicher Größe, beginnend bei ca. 100 ml Fassungsvolumen (z. B. für Notfallkoffer) bis hin zu mehreren Litern (z. B. für Krankenhäuser).
Neben Kanülen und anderen spitzen, mit Blut oder infektiöser Flüssigkeit kontaminierten Gegenständen werden auch geöffnete Glasampullen in den Abwurfboxen entsorgt. Fälschlicherweise werden in den Gefäßen häufig auch verwendete Tupfer und Spritzen entsorgt, was jedoch nicht notwendig ist.